# Wolfgang Rottmann
Wolfgang Rottmann (* 15. Mai 1973 in Altenmarkt im Pongau) ist ein ehemaliger österreichischer Biathlet.

## Werdegang
Bei den Biathlon-Weltmeisterschaften 2000 am Holmenkollen (Norwegen) wurde er Weltmeister über 20 km. Bei seiner Heim-Weltmeisterschaft 2005 in Hochfilzen errang er im Team der 4 × 7,5-km-Staffel die Bronzemedaille.
Eines seiner schwächsten Rennen zeigte der Österreicher Rottmann, der nie zu den besten Schützen gehörte, beim Staffelrennen am 25. Januar 2003 in Antholz. Nach einer fehlerfreien Schießleistung im Liegendschießen traf Rottmann beim Stehendschießen keine einzige der fünf Scheiben, weder mit den regulären fünf Patronen noch den im Staffelrennen zusätzlich verfügbaren drei Nachladern. So musste Rottmann fünf Strafrunden laufen, die das bis zu diesem Zeitpunkt gut im Rennen liegende österreichische Team auf den achten Platz zurückwarfen.
Nach einer unangemeldeten Dopingrazzia im Haus der österreichischen Biathleten bei den Olympischen Winterspielen 2006 in Turin reisten Rottmann und sein Kollege Wolfgang Perner überstürzt ab. Beide wurden danach aus der österreichischen Olympiamannschaft ausgeschlossen. Doping konnte den Athleten jedoch nicht nachgewiesen werden. Im März 2006 erklärte er seinen endgültigen Rücktritt vom Leistungssport.
Im April 2007 wurden Rottmann und Perner sowie vier österreichische Skilangläufer vom Internationalen Olympischen Komitee (IOC) auf Lebenszeit von Olympischen Spielen ausgeschlossen. Alle galten nach Auffassung des IOC als überführt, gemeinschaftlich Dopingmittel genutzt zu haben. Begründung des IOC für die harte Strafe: „Diese Fälle gehen weiter als einfacher Besitz verbotener Substanzen und Methoden, und sind klare Beispielfälle, in denen ein Netzwerk, Athleten inbegriffen, gemeinsame Sache machte um Blut zu manipulieren und Dopingpraktiken auszuüben.“ Ihre Ergebnisse von Turin wurden gestrichen.
2000 wurde Rottmann mit dem Goldenen Ehrenzeichen für Verdienste um die Republik Österreich ausgezeichnet.

## Biathlon-Weltcup-Platzierungen
Die Tabelle zeigt alle Platzierungen (je nach Austragungsjahr einschließlich Olympische Spiele und Weltmeisterschaften).
- 1.–3. Platz: Anzahl der Podiumsplatzierungen
- Top 10: Anzahl der Platzierungen unter den ersten zehn (einschließlich Podium)
- Punkteränge: Anzahl der Platzierungen innerhalb der Punkteränge (einschließlich Podium und Top 10)
- Starts: Anzahl gelaufener Rennen in der jeweiligen Disziplin

| Platzierung | Einzel | Sprint | Verfolgung | Massenstart | Staffel | Gesamt |
| ----------- | ------ | ------ | ---------- | ----------- | ------- | ------ |
| 1. Platz    | 1      |        |            |             | 1       | 2      |
| 2. Platz    |        | 1      |            |             |         | 1      |
| 3. Platz    |        | 1      |            |             | 2       | 3      |
| Top 10      | 4      | 11     | 6          | 2           | 25      | 48     |
| Punkteränge | 17     | 41     | 33         | 19          | 30      | 140    |
| Starts      | 37     | 81     | 48         | 19          | 31      | 216    |